# Klara and the Sun
Klara and the Sun és una pel·lícula distòpica de ciència-ficció dirigida per Taika Waititi i escrita per Dahvi Waller, basada en la novel·la homònima de Kazuo Ishiguro. Serà protagonitzada per Jenna Ortega i Amy Adams.
El rodatge va començar el gener de 2024 amb el títol de treball Tears and Rain, amb escenes rodades als Silverlight Studios a Wānaka. La producció es va dur a terme a Auckland a principis d'abril.

## Premissa
Un robot anomenat Klara existeix per alleujar la solitud d'aquells amb qui viu.

## Repartiment
- Jenna Ortega com a Klara[2]
- Amy Adams com a Chrissie[5]
- Mia Tharia com a Josie[6]
- Aran Murphy com a Rick[6]
- Natasha Lyonne com a gerent[7]
- Simon Baker com el pare de Josie[7]
- Steve Buscemi[8]